# J. F. L. Erichs
Johann Friedrich Ludwig Erichs (auch: J. Fr. L. Erichs sowie J. F. L. Ehrichs; * vor 1803; † 1817 oder später) war ein deutscher evangelischer Geistlicher und Schriftsteller.

## Leben
J. F. L. Ehrichs wirkte im Kurfürstentum Braunschweig-Lüneburg während der Personalunion zwischen Großbritannien und Hannover bereits im Jahr 1803 als Pastor in Dudensen in der Inspektion Neustadt am Rübenberge.
In der sogenannten „Franzosenzeit“, als die Truppen Preußens im Kampf gegen die Armeen von Napoleon Bonaparte zum Teil äußerst gewalttätig ihre Interessen auf dem Gebiet des vormaligen Kurhannovers durchsetzten, dichtete Pastor Erichs eine von Heftigkeit und Trauer geprägte Ode an sein Vaterland, zugleich ein „Aufschrei gegen Unrecht und Gewalt“.
Im Kriegsjahr 1813 publizierte Erichs neben Kriegliedern der Hannoveraner „zwei Gedichte“ zu Begräbnis und Auferstehung der Schloßkirche zu Hannover.
Nach der Erhebung Kurhannovers zum Königreich Hannover ging Ehrichs 1817 nach Lehrte in die Inspektion Burgdorf beziehungsweise nach Dedensen.

## Schriften (Auswahl)
- Womit sollte der Landprediger seine liturgischen Verbesserungen anfangen?, in Johann Christoph Salfeld: Beyträge zur Kenntniß und Verbesserung des Kirchen- und Schulwesens in den königlich Braunschweig-Lüneburgischen Churlanden, Band 6, Hannover: Hahn, 1906, S. 353–440; Digitalisat der Staatsbibliothek zu Berlin – Preußischer Kulturbesitz
- An mein Vaterland, am 16. Junius 1806 (Minerva, August 1806)[4]
- Ueber die Verbindung des außerwesentlich Symbolischen mit der Liturgie auf dem Lande, in Johann Christoph Salfeld, Johann Philipp Trefurt: Neue Beiträge zur Kenntniß und Verbesserung des Kirchen- und Schulwesens, vorzüglich im Hannoverschen, Band 1, Hannover: Hahn, 1810, S. 406–568[3]
- Begräbnis und Auferstehung der Schloßkirche zu Hannover. Zwei Gedichte, Hannover 1813
- Kriegslieder der Hannoveraner, Hannover 1813